# TI-AR7

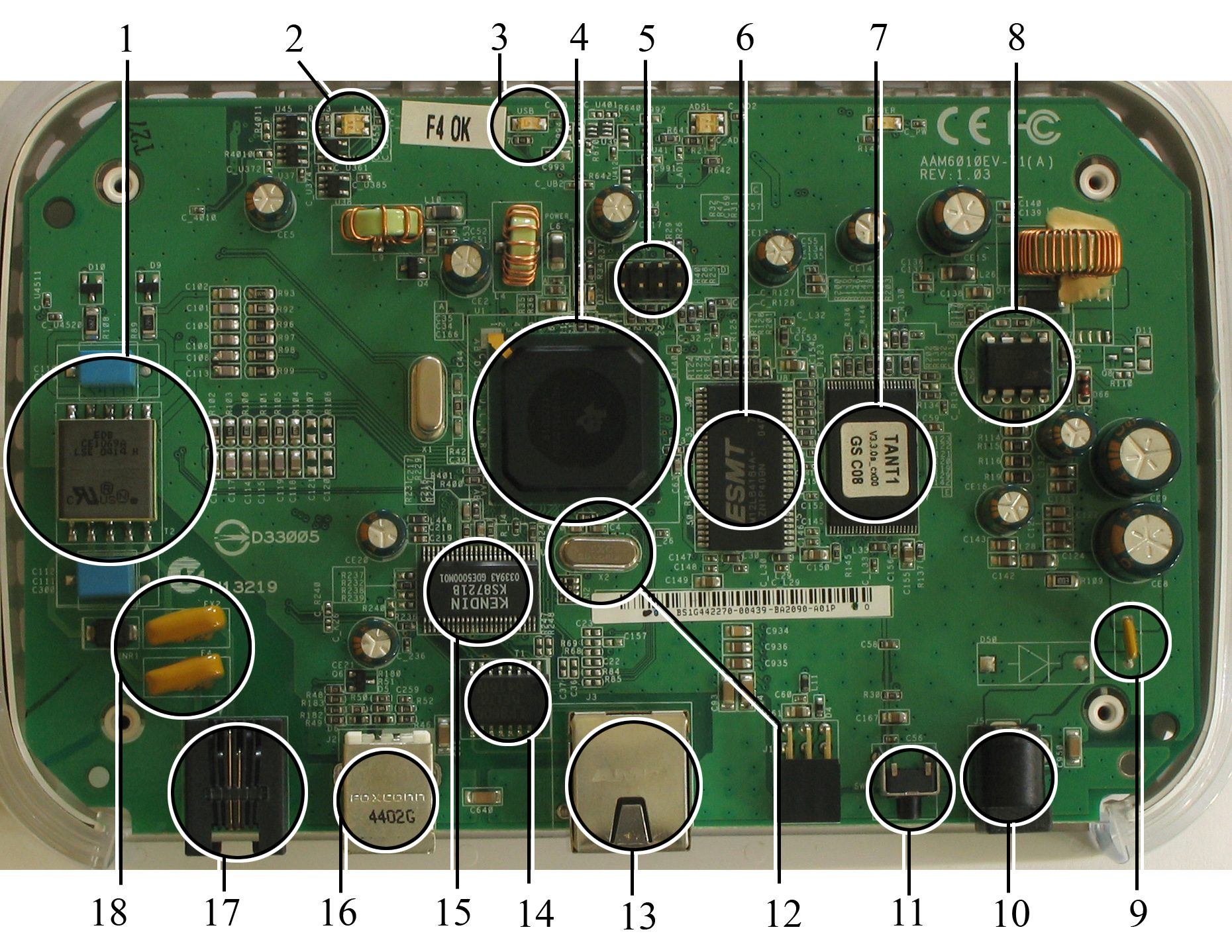
Router ADSL con TI AR7 chip como el procesador central.

El Texas Instruments AR7 es la única Customer Premises Equipment ADSL que reúne en un solo chip toda la funcionalidad de un router ADSL. El AR7 combina un microprocesador MIPS32, un transceptor digital basado en DSP, y una interfaz analógica ADSL.

## Historia de la propiedad
En 2007, Texas Instruments vendió su negocio de ADSL a Infineon.
En el año 2009, Infineon escinde su división de telefonía fija a Lantiq.
El 6 de noviembre de 2009, Lantiq anunció que se convierte en una empresa independiente.

## Prestaciones
- Procesador integrado RISC de 32 bits y alto rendimiento MIPS 4KEc
- Subsistema ADSL PHY basado en el DSP TI C62x, con transmisor-receptor integrado, codec, conductor de línea, y receptor de línea
- ATM Segmentation and Reassembly (SAR) acelerado por hardware
- IEEE 802.3 PHY Integrado
- Dos IEEE 802.3 MACs con Media Independent Interface (MII) y Calidad de servicio (QoS) integrados
- Transceptor USB 1.1 integrado (¿solo esclavo?)
- Dos VLYNQ interfaces para dispositivos compatibles con la expansión de alta velocidad
- Dos 16c550 compatible UARTs
- Interfaces EJTAG, GPIO y "Flexible Serial Interface" (FSER)
- 4 Kilobytes de Memoria PROM (0xBFC00000) y 4 Kb de memoria RAM (0x80000000) integrado en el chip para arranque
- Encapsulado Ball Grid Array de 324 bolas con 1.0 mm de diámetro de bola

## Opciones
- Texas Instruments TNETD7300GDUAR7DB
- AR7RD

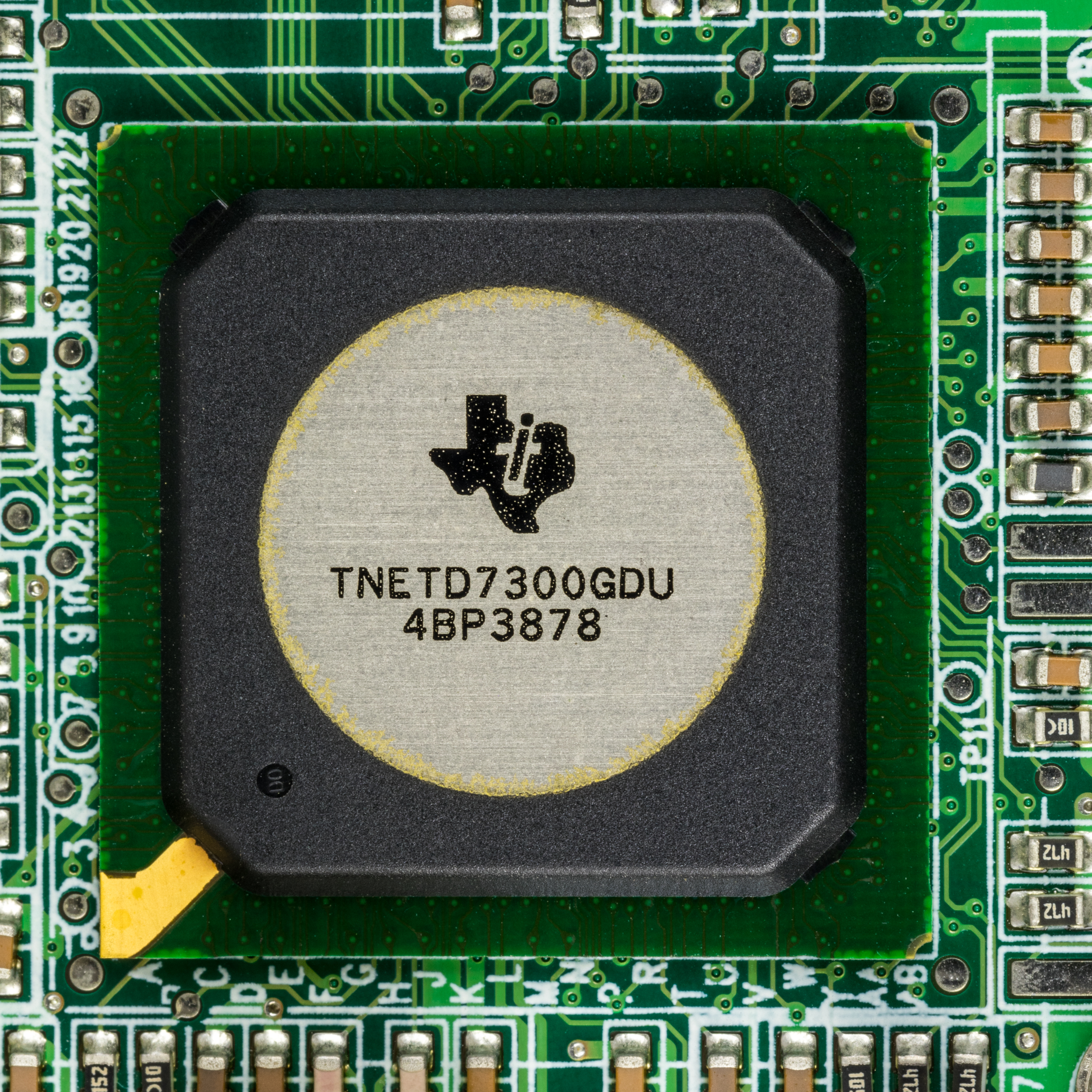
Texas Instruments TNETD7300GDU

- AR7WRD (TNETD7300GDU) s una opción AR7 con una interfaz para tarjeta WiFi.
- AR7VWI : DSL + VoIP + Wireless
- AR7VW
- AR7WI
- AR7V : DSL + VoIP
- The Adam2 bootloader
- The Pspboot bootloader[5]

Dispositivos basados en el Texas Instruments AR7
- Actiontec GT701
- Acorp W400G/W422G
- Asus AAM6010EV : TNETD7300GDU, 2Mb FLASH, 8Mb SDRAM
- AVM Fritz!Box
- Aztech DSL-600E: 2Mb FLASH, 8Mb SDRAM
- Aztech DSL600ER: 2Mb FLASH, 8Mb SDRAM, 88E6060 Switch
- Aztech DSL600EW: 4Mb FLASH, 16Mb SDRAM, 88E6060 Switch, TNETW1130
- D-Link DSL-xxxT (like 300T)
- D-Link DVA-G3342SB (DSL board only)
- ECI B-FOCuS combo 352+, B-FOCuS Router 312+A
- devolo dsl+ 1100 duo, dsl+ 1100 LAN
- Efficient Networks, Inc / ENI SpeedStream 5100
- LevelOne FBR-1416A: 2Mb FLASH, 8Mb SDRAM, 88E6060 Switch
- Linksys ADSL2MUE 4MB Flash, 16MB ram, USB + 1 Ethernet only
- Linksys AG241
- Linksys WAG200Gv1
- Linksys WAG54Gv2 and v3
- Linksys WAG354Gv1, v2, and v2.1
- Linksys HG200
- Netgear DG834(G) (Version 1, 2, y 3 tiene chipset AR7; version 4 tiene chipset Broadcom)
- Paradyne (Zhone) Hotwire 6210-A2, 6211-A2, and 6381-A2 (OEM Asus AAM6010EV)
- Pluscom AWR-7200
- Safecom SWART2-54125
- Shiro DSL805(E/EU/EW)
- Siemens SX541 uses real-time OS (SOHO.BIN) y BRN Boot Loader from the Broad Net Technology, Inc.
- Siemens SpeedStream 4100/4200/5620
- Sitecom WL-108
- Surecom 9410SX-g
- Solwise ADSL-SAR-600E/SAR600EW/SAR605EW
- Sphairon Turbolink JDR454WB WLAN ADSL Modem (2548 937939)
- T-Com Sinus 154 DSL SE
- T-Com Sinus 154 DSL Basic SE
- T-Com Sinus 154 DSL Basic 3
- T-Com Speedport W501V
- T-Com Speedport W701V
- Westell WireSpeed 2000 and ProLine 6100
- ZyXEL Prestige 660 Series ADSL 2+ Modem/Router - Prestige 660M-67 (Arcor-DSL Speed-Modem 50Z)
- ZyXEL P660HW-D1
- 3Com Officeconnect 3crwdr100x series 3Com 3rcwdr100x series ADSL firewall router

Firmware de terceros
- RouterTech RouterTech ha lanzado su firmware de código abierto.[6]
- OpenWrt tiene un firmware de código abierto en el desarrollo, disponible para pruebas.[7]
- DGTeam